# Parque González Gallo
El parque González Gallo es un parque urbano de la ciudad de Guadalajara. Está ubicado en la Calzada Jesús González Gallo de la zona Olímpica. 

## Historia
Descrito como un bosque dentro de la ciudad, el parque fue inaugurado en 1973. Fue construido por el arquitecto Fernando González Gortázar en honor a su padre el exgobernador José de Jesús González Gallo. A pesar de los años el parque histórico ha mantenido su tamaño original y su propósito de servir como zona para el recreo y descanso de los tapatíos. Cuando fue abierto era común que los trabajadores de las fábricas aledañas organizaran torneos deportivos. También sirve el papel de limpiar el aire de la ciudad.
El parque está poblado principalmente por eucaliptos, pero cuenta con otras especies de árboles y hay plantas decorativas que se pueden comprar. Se han liberado avispas para eliminar el muérdago que daña a los eucaliptos.
En 2012 la secretaría de cultura de la ciudad creó el Premio de Escultura Juan Soriano para incentivar la creatividad de los artistas. Los seis ganadores obtuvieron el privilegio de mostrar permanentemente sus escultoras en el parque.  Las esculturas se ubican en el centro del parque y fueron colocadas para darle armonía a la zona.
El 4 de noviembre de 2017 fue declarada área protegida por el gobierno estatal. Solo el 8% de su vegetación es nativa y el parque cuenta con loros corona lila, un tipo de perico endémico de México cuyo estado de conservación se encuentra en peligro. El decreto ordenó la implementación de un programa de reproducción para estas aves y preservar la procedencia de sus alimentos, en especial las semillas. Quedó prohibido la introducción de animales y plantas no aprobadas por los que administran el parque. No se podrá incrementar la pavimentación que ya tiene y se reforzó la seguridad para evitar el vandalismo.
La protección que se le dio al parque es la misma que ya había sido conferida a Los Colomos y el Parque Agua Azul.

## Lugares de interés
El parque tiene en su interior:
- Área de pícnic
- Zona de juegos
- Cancha de fútbol
- Pista para trotar/correr
- Zona de box
- Cancha de baloncesto
- Paseo escultórico
- Área para perros
- Área de protección animal